# Rudolf Montecuccoli
Rudolf Montecuccoli (ur. 22 lutego 1843 w Modenie, zm. 16 maja 1925 w Baden) – oficer Kaiserliche und Königliche Kriegsmarine w stopniu admirała, szef Departamentu Marynarki Ministerstwa Wojny Austro-Węgier. 

## Życiorys
Służbę w Cesarsko-Królewskiej Marynarce Wojennej rozpoczął w 1859 roku. Brał udział w walkach morskich w trakcie wojny francusko-austriackiej. W 1866 roku, jako porucznik marynarki (niem. Linienschiff-fähnrich) na okręcie SMS „Adria”, uczestniczył w wojnie prusko-austriackiej, w tym w bitwie pod Lissą. Po zakończeniu konfliktu pełnił między innymi funkcję dowódcy arsenału w bazie morskiej w Poli, awansując w 1885 roku na stopień komandora podporucznika (niem. Korvettenkapitän). W latach 1890–1899 służył w Wydziale Marynarki Ministerstwa Wojny i w Zarządzie Urzędu Kontroli Morskiej w Wiedniu. W tym czasie otrzymał awans na stopień komandora (niem. Linienschiffskapitän). W 1899 roku, w stopniu kontradmirała objął stanowisko dowódcy eskadry wysłanej w celu stłumienia powstania bokserów w Chinach. W 1901 roku powrócił do służby w Ministerstwie Wojny. Po rezygnacji adm. Hermanna von Spauna z funkcji dowódcy floty i szefa Departamentu Marynarki w 1903 roku, zastąpił go na tym stanowisku. W 1905 roku awansowany do stopnia admirała. Podczas urzędowania w Kreigsministerium Montecuccoli rozpoczął modernizację marynarki Austro-Węgier. Podjął między innymi decyzję o budowie pierwsze bazy okrętów podwodnych oraz o zorganizowaniu pierwszych jednostek lotnictwa morskiego stacjonujących w Poli. Za jego kadencji jako dowódcy marynarki do służby wszedł pierwszy drednot typu Tegetthoff - SMS „Viribus Unitis”. 22 lutego 1913 roku z powodu złego stanu zdrowia zdecydował się przejść w stan spoczynku. 

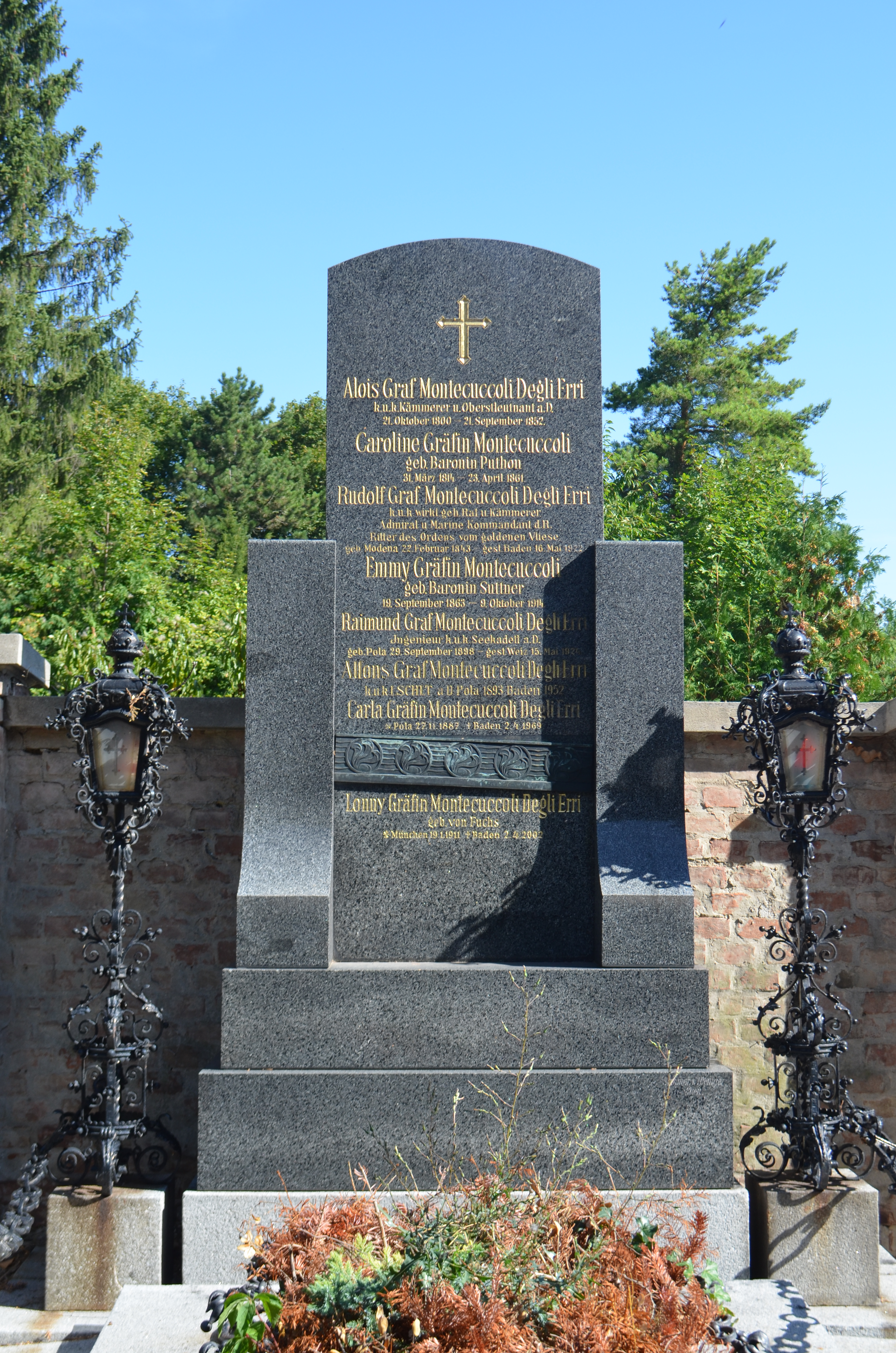
Grób admirała Montecuccoli na cmentarzu w Baden

## Odznaczenia
Odznaczenia adm. Montecuccoli to między innymi:
- Kawaler Orderu Złotego Runa
- Krzyż Wielki Orderu Leopolda
- Kawaler Orderu Korony Żelaznej II klasy z dekoracją wojenną
- Krzyż Zasługi Wojskowej w brylantach
- Srebrny Medal Zasługi Wojskowej na wstędze Krzyża Wojskowego
- Medal Wojenny
- Odznaka za Służbę Wojskową I klasy
- Medal Jubileuszowy Pamiątkowy dla Sił Zbrojnych i Żandarmerii
- Krzyż Jubileuszowy Wojskowy
- Order Świętej Anny I klasy z mieczami (Imperium Rosyjskie)
- Order Świętego Stanisława I klasy (Imperium Rosyjskie)
- Kawaler Krzyża Wielkiego Orderu Królewskiego Wiktoriańskiego (Wielka Brytania)
- Krzyż Wielki Orderu Orła Czerwonego (Prusy)
- Order Królewski Korony I klasy z mieczami i brylantami (Prusy)
- Wielka Wstęga Orderu Wschodzącego Słońca (Japonia)
- Wielka Wstęga Orderu Świętego Skarbu (Japonia)
- Krzyż Wielki Orderu Karola III (Hiszpania)
- Krzyż Wielki Zasługi Morskiej (Hiszpania)
- Krzyż Wielki Orderu Daniły I (Czarnogóra)
- Komandor Orderu Świętych Maurycego i Łazarza (Włochy)
- Komandor Orderu Korony Rumunii (Rumunia)